# Burgerjournalistiek

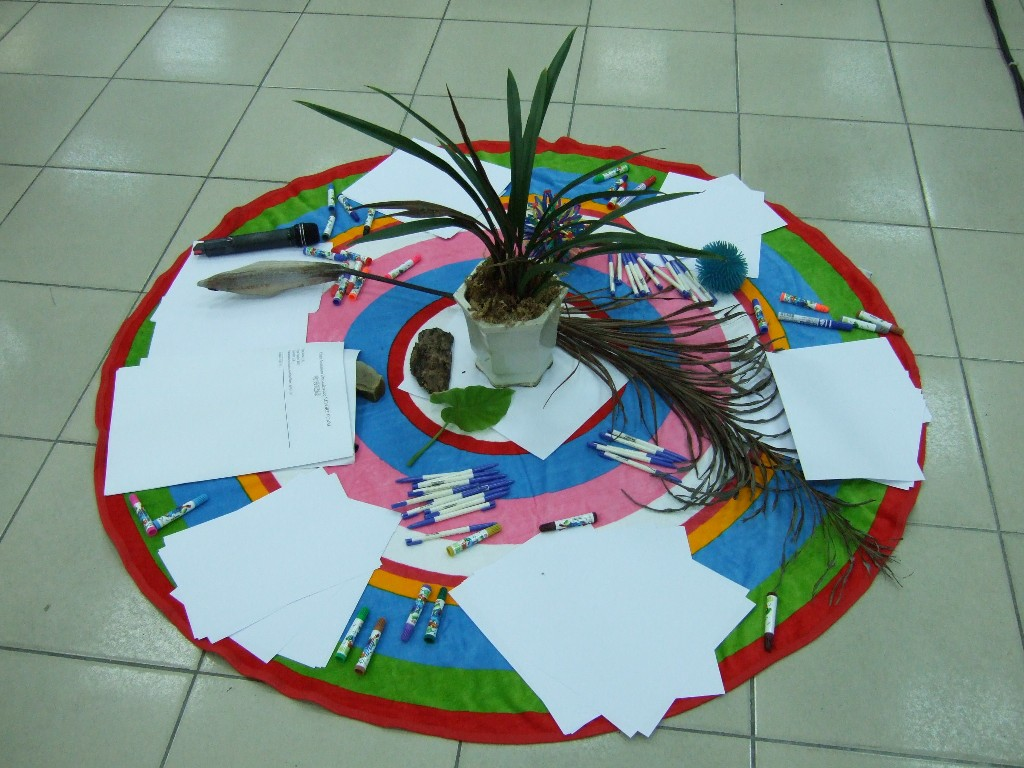
De 2007 Citizen Journalism Unconference

Burgerjournalistiek of amateurjournalistiek is nieuws dat buiten de gevestigde media verzameld, geschreven en gepubliceerd wordt, door niet-vakmatige journalisten. Deze vorm van journalistiek heeft, sinds de opkomst van de zogeheten nieuwe media, een hoge vlucht genomen, en is mee op gang gebracht door de bloggerbeweging.
Deze nieuwe media, zoals de sociale netwerken, microblogs, foto- en videosites hebben, in combinatie met het veralgemeend gebruik van smartphones en internet, de journalistiek binnen het bereik gebracht van een wereldwijd publiek. Bekende uitingen van snelle en effectieve burgerjournalistiek over wereldgebeurtenissen waren te zien tijdens de Arabische Lente, de Occupybeweging, de protesten in Turkije in 2013, de aardbeving Haïti 2010 en Euromaidan in Oekraïne (2014).
Burgerjournalistiek mag niet verward worden met community journalism (lokale berichtgeving) of civic journalism, die beoefend worden door beroepsjournalisten, en evenmin met collaborative journalism, het samenwerken van al dan niet professionele journalisten tussen verschillende media of bedrijven. Wel zijn er raakpunten met open source journalism (zoals Wikinews), en worden er in dit verband ook begrippen gebruikt als grassroots, basisdemocratie en participatie.
Critici van het fenomeen, onder wie professionele journalisten, zijn van oordeel dat burgerjournalistiek te ongeregeld, subjectief, amateuristisch en onsamenhangend is in kwaliteit en bereik.

## Definities
Verschillende definities tonen uiteenlopende invalshoeken:
- Burgerjournalistiek is de handeling van een of meer burgers, die een actieve rol spelen in het proces van het verzamelen, analyseren, meedelen en verspreiden van nieuws en informatie, met de bedoeling onafhankelijk, betrouwbaar, accuraat, uitgebreide en relevante informatie ter beschikking te stellen ter ondersteuning van de democratie (Shayne Bowman & Chris Willis).[2]
- Burgerjournalistiek is een alternatieve en activistische vorm van nieuwsgaring en verslaggeving die buiten de gevestigde mediaorganisaties tot stand komt, vaak als reactie op tekortkomingen in de professionele journalistiek. Men gebruikt dezelfde journalistieke methodes, maar met andere doelstellingen en idealen, en met een alternatieve legitimiteit ten opzichte van de traditionele journalistiek (Courtney C. Radsch).[3]
- Burgerjournalistiek: wanneer de mensen die tevoren het publiek waren, journalistieke instrumenten gaan gebruiken waarover ze kunnen beschikken, om elkaar op de hoogte te brengen (Jay Rosen).[4]
- Het idee achter de burgerjournalistiek is dat mensen zonder professionele journalistieke opleiding, de moderne technologie en internet kunnen gebruiken om zelfstandig, eventueel in samenwerking, nieuws te creëren, aan te vullen of te checken.[5]
- Burgerjournalistiek heeft een emancipatorische en ideologische lading. Burgers die journalisten worden, zouden verslag kunnen doen van de leefwerelden die door gewone journalisten worden overgeslagen - omdat ze die bijvoorbeeld niet kennen, of niet belangrijk genoeg vinden – en zo kunnen bijdragen aan de vernieuwing van de journalistiek[6]

De grens tussen (af en toe of zelfs geregeld) gegrepen worden door iets waar je bovenop staat, dit vastleggen en vervolgens openbaar maken en, wat je échte burgerjournalistiek zou kunnen noemen, is moeilijk te trekken. De sociale media maken het voor iedere burger veel gemakkelijker om iets direct online te delen.
Overigens betekent "burger" in dit verband eerder actief lid van de maatschappij, dan staatsburger; zie ook het lemma burgermaatschappij.

## Achtergronden
Burgerjournalistiek kan gemotiveerd worden vanuit verschillende invalshoeken, al dan niet gecombineerd.

### Kritiek op de gevestigde journalistiek
In de Verenigde Staten gingen in de jaren 1980 al kritische stemmen op bij journalisten en mediadeskundigen zelf. Hieruit groeide civic journalism, de overtuiging dat journalisten niet neutraal kunnen zijn, maar een taak te vervullen hebben, ter ondersteuning van de democratie.
Sedertdien stellen mediacritici als Ignacio Ramonet ernstige vragen bij de onafhankelijkheid van de gevestigde media in het Westen. De westerse media komen door concentratie in handen van een steeds kleiner aantal conglomeraten. Ook het Vlaamse en Nederlandse krantenlandschap kent maar een klein aantal spelers, die nog verder fusioneren. Wereldwijd wordt, vanuit een 'aandeelhouders-logica', het verzamelen van nieuws verschoven van journalisten, correspondenten en reporters naar goedkope input door persagentschappen en PR-bureaus. Het aantal journalisten neemt zienderogen af, en ze beperken zich steeds meer tot het louter verspreiden van eenvormige, oppervlakkige berichtgeving. Uit onderzoek met plagiaatsoftware kon het sterk toenemende, onderlinge kopieergedrag van Amerikaanse nieuwsmedia vastgesteld worden. Bovendien zouden redacties steeds meer op “veilig” spelen, en angstvallig vasthouden aan de gevestigde waarden (bv. de Washington Consensus).
Ook als “feitenchecker” bewijst de burgerjournalistiek haar waarde: in talloze voorbeelden (zie Burgerjournalistiek 2.0 hieronder) zijn de laatste jaren berichten in de gevestigde media gecorrigeerd, aangevuld of onderuitgehaald vanuit het publiek.

### Snelheid

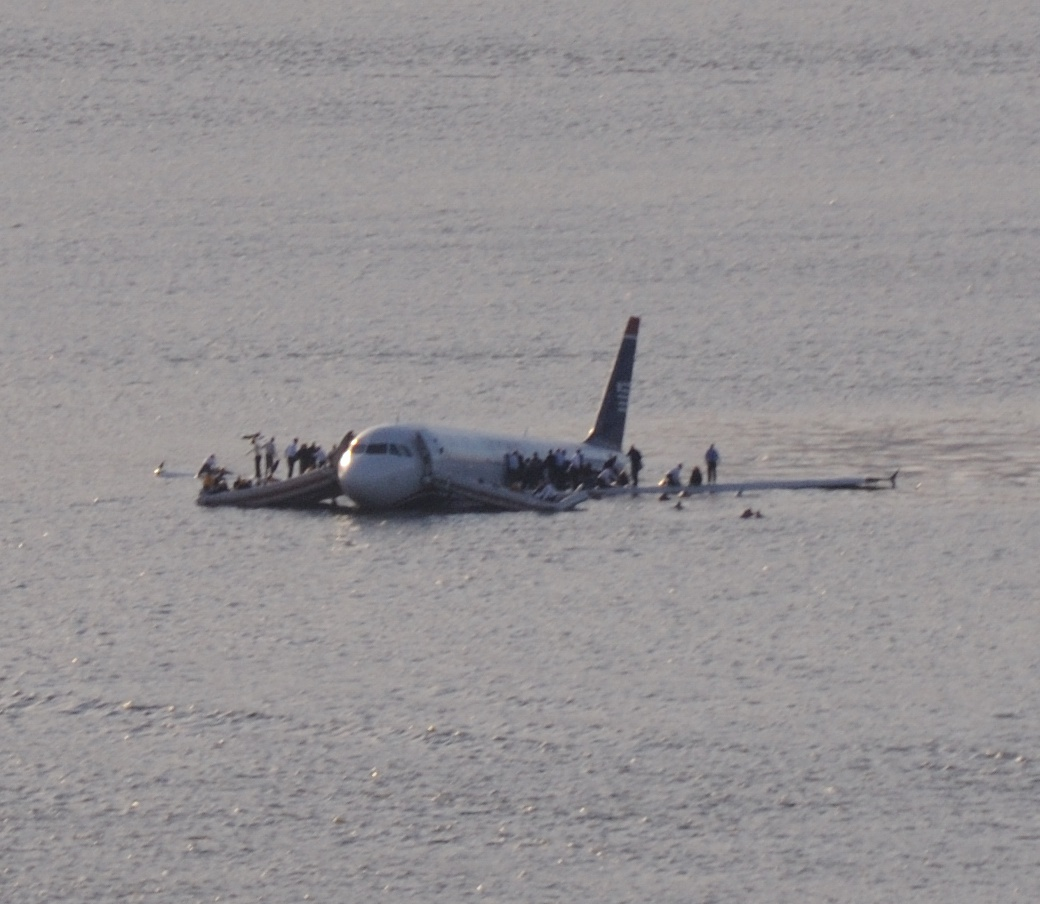
US Airways-vlucht 1549: de crash stond eerst op Twitter

Door nieuwe technologische hulpmiddelen kunnen burgers soms sneller nieuws verspreiden dan traditionele reporters. Een van de eerste bekende voorbeelden was de crash van US Airways-vlucht 1549 op 15 januari 2009, toen Twitter sneller het nieuws bracht dan officiële media of flight tracker websites.

### Vrije meningsuiting
In landen waar de persvrijheid aan banden is gelegd, of zelfs overheidscensuur heerst, kan burgerjournalistiek uiting geven aan protesten of afwijkende opinies, zoals duidelijk bleek tijdens de Arabische lente (2010-2013).
Een ander argument stelt dat marginale groepen in de samenleving, of kleinere buurten in de gangbare media, meestal nauwelijks aan bod komen, en nu via burgerjournalistiek toch een eigen forum kunnen creëren.

### Burgerrechten
Burgerjournalistiek is te beschouwen als een basisrecht, erkend in artikel 19 van de Universele verklaring van de rechten van de mens:
Een ieder heeft recht op vrijheid van mening en meningsuiting. Dit recht omvat de vrijheid om zonder inmenging een mening te koesteren en om door alle middelen en ongeacht grenzen inlichtingen en denkbeelden op te sporen, te ontvangen en door te geven.
Dit recht wordt ook in bepaalde nationale wetgevingen erkend, bv. de Grondwet van Spanje uit 1978. In de vorm van community media geniet deze journalistiek zelfs de steun van internationale instellingen zoals het Europees Parlement, de Raad van Europa en Unesco.

## Geschiedenis

### Voorlopers
Verre voorlopers van burgerjournalistiek zijn in zekere zin de clandestiene pers, zoals in België en Nederland tijdens de bezetting in WO II, of zelfs de soldatenkranten tijdens de Eerste Wereldoorlog. In revolutionaire periodes werden in communistische landen soms muurkranten gebruikt om op te roepen tot verzet, al kwamen die nadien vaak neer op overheidspropaganda. In de jaren 1970 bloeide vooral in Duitsland het fenomeen van de vrije stadskranten, die later weliswaar meer commercieel werden. In Europa werden in de jaren 1970 en 1980 vele vrije radio's opgericht (deels geïnspireerd op de - vaak commerciële - piratenzenders vanaf de jaren 1950), die aanvankelijk nauwelijks gereguleerd waren.
In Latijns-Amerika ontstonden al vanaf de jaren 1940 in Colombia en Bolivia volksradio's voor alfabetisering en gemeenschapsontwikkeling, later ontwikkeld tot community radio. Het concept vond nadien zijn plaats in onder meer de pedagogiek van Paulo Freire en de bevrijdingstheologie. Met de steun van de Beweging van Niet-Gebonden Landen kreeg deze stroming in de jaren 1970 en 1980 een internationaal podium bij de Unesco, met de New World Information and Communication Order (NWICO) en het MacBride report (1980), waarin werd gewezen op de concentratie en commercialisering van de media, en de ongelijke toegang (de Verenigde Staten en het Verenigd Koninkrijk verdedigden daarentegen de vrijheid van de media-concerns, en verlieten de Unesco). In 2003 en 2005 knoopte de VN opnieuw hierbij aan met de World Summit on the Information Society (WSIS) en de doelstelling de digitale kloof te dichten.
Ten slotte krijgen ook bij sommige officiële nieuwskanalen bepaalde vormen van burger-inbreng een plaats: zo heeft sinds 1984 SALTO Omroep Amsterdam onder meer als doelstelling het stimuleren van de lokale publieke omroep en gemeenschapsdiensten. Daartoe worden zogenaamde 'Open Kanalen' (Public Access) vrijgehouden. En bij de BBC bestond van 1974 tot 2004 een Community Programme Unit.

### Burgerjournalistiek 1.0
Vanaf de jaren 1980 kwamen de eerste vormen van burgerjournalistiek voor:
- Nog voor het internet bestond, waren er al bulletin boards, verbonden via telefoonmodems: hiermee konden gebruikers vrij berichten posten en lezen.
- Vanaf het ontstaan van het internet, maar wel vóór het World Wide Web, maakten journalisten en activisten al intens gebruik van e-mail, IRC-chatrooms, en nieuwsgroepen om vaak controversiële of clandestiene berichten te verspreiden, zoals bij de kernramp van Tsjernobyl in 1986, in de aanloop naar de val van de Berlijnse Muur in 1989, de putsch in Moskou in 1991, of de burgeroorlog in Joegoslavië in 1992.[20]

### Burgerjournalistiek 2.0

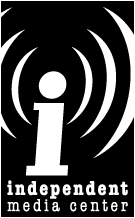
Logo Indymedia

Een doorbraak via de nieuwe media kwam er vanaf het jaar 2000:
- Verenigde Staten: tijdens de anti-globaliseringsprotesten van 1999 in Seattle breekt de burgerjournalistiek door. Weblogs, chat rooms, internetforums, polls en wiki's raakten algemeen verspreid, en laptops waren overal bruikbaar. De protesten geven aanleiding tot het ontstaan van het nieuwssite-netwerk Indymedia. In 2006 start Dan Gillmor met het mediaproject Center for Citizen Media.[21] Andere mijlpalen in de burgerjournalistiek zijn Rathergate (bloggers ontdekken documentvervalsing op CBS, 2004), en de Kryptonite-fietssloten (te openen met een balpen, 2005)
- Zuid-Korea: in februari 2000 lanceert de Koreaan Oh Yeon Ho het nieuwsplatform OhmyNews, vrijwel geheel gevoed door burgerjournalisten. De site werd al snel zo invloedrijk, dat de in 2002 verkozen president Roh Moo-hyun zijn eerste interview verleende aan OhmyNews.

In de jaren nadien kwam deze trend duidelijker tot uiting in verschillende landen:
- Arabische Lente: zowel de jasmijnrevolutie in Tunesië (2010-2011), de Egyptische Revolutie (2011) als de Protesten in Bahrein worden volop gesteund vanuit de sociale media, met foto's, berichten en commentaren buiten de officiële media om, die vaak gecensureerd werden.
- Brazilië: in maart 2006 start Overmundo, een coöperatieve cultuursite voor heel Brazilië. Gebruikers kunnen materiaal publiceren en meebeslissen over de inhoud. Overmundo zegt vooral aandacht te besteden aan culturele producties die weinig aan bod komen in de gevestigde media. De site heeft een cultuurgids per stad, een agenda en culturele database, en claimt een bezoekersaantal van meer dan 1 miljoen per maand.[22] Uit het Wereld Sociaal Forum van 2003 ontstaat de nieuwssite Brasil de fato (Brazilië de facto), met een duidelijk links profiel, en een uitgebreid netwerk niet-professionele redacteurs. Alle berichten op de site vallen onder de Creative Commons-licentie.
- China: burgerprotest, met name tegen extreme milieuverontreiniging, vindt meer en meer zijn weg via microblogs zoals Weibo.[23][24]
- Frankrijk: een van de belangrijkste kanalen voor burgerjournalistiek is AgoraVox, opgericht in 2005. De site telde 70.000 geregistreerde burgerredacteurs in 2011, en meer dan 1.900 vrijwillige moderators. Dagelijks vinden ruim 20.000 unieke bezoekers hun weg naar Agoravox.
- Irak: blogger Salam Pax werd wereldberoemd door zijn verslag vanuit Bagdad tijdens de Irakoorlog in 2003.
- Iran: de presidentsverkiezingen van 2009 waren het toneel van heftige protesten. Omdat officiële berichtgeving aan banden werd gelegd, was veel van de informatie afkomstig van blogs en websites.[25]
- Verenigd Koninkrijk: omstaanders sturen tijdens de terroristische aanslagen in Londen van 7 juli 2005 foto's in naar de media. Vooral de foto van Alexander Chadwick wordt een icoon van het gebeuren.[26][27]

Bellingcat onderzoekt sinds 2014 internationale conflicten.
In België en Nederland ...staat de mediakritiek in deze contreien nog in de kinderschoenen, aldus P. Vandermeersch nog in 2010. Wel zijn intussen nieuwssites ontstaan als De Correspondent, Apache.be en DeWereldMorgen.be, waarin ook niet-vakmatige journalisten een inbreng hebben.
- In oktober 2007 volgde de Amerikaan Nate Ritter de bosbranden in Californië op de voet met berichten op Twitter. Op advies van zijn vriend Chris Messina voorzag hij die van de hashtag #sandiegofire. Zo werden ze makkelijk te volgen door vele duizenden inwoners van die stad en omgeving.

## Kritiek
Burgerjournalistiek ligt vaak onder vuur vanwege problemen met kwaliteit, objectiviteit en aansprakelijkheid.
Critici zoals Samuel Freedman en Vincent Maher waarderen weliswaar de inbreng van foto's en berichten door burgers, maar vinden dit louter ruw materiaal, dat zonder professionele selectie en verwerking tekortschiet in kwaliteit.
Anderen voeren aan dat burgerjournalisten onmogelijk kunnen beschikken over de mogelijkheden van professionele journalisten, zoals perskaarten voor toegang tot evenementen, diensten van redactie, vertalers en gidsen, speciale uitrusting enz. en blijven bijgevolg steken op een laag niveau van verslaggeving. Het is zelfs een gevaarlijke evolutie wanneer grote mediabedrijven journalisten zouden vervangen door kosteloze inbreng van particulieren. Het is ook bedenkelijk, aldus Andrew Keen en anderen, wanneer door dit fenomeen het gezag van experts wordt ondermijnd, en amateurs worden verheerlijkt.
Ook de objectiviteit van burgerjournalistiek wordt soms betwijfeld: medewerkers zouden vaak te politiek geëngageerd en dus partijdig zijn, of enkel uit op controverse. Nog een bezwaar is dat de controle (feitencheck) vaak pas na publicatie gebeurt, aldus Craig Newmark.

## Rechtszaken
In dit verband worden vragen gesteld bij de wettelijke bescherming van journalisten, die niet van toepassing zou zijn op niet-professionele journalisten. Nu is de bescherming van het bronnengeheim in België ook van toepassing op niet-beroepsmatige verslaggevers, maar elders, met name in de Verenigde Staten, is dit minder evident.
In Italië ontstond in 2008 grote commotie in journalistieke middens, na de veroordeling van Carlo Ruta, een journalist-blogger, die in strijd met een wet uit 1948 zijn blog niet vooraf als nieuwspublicatie had geregistreerd.